# Gastrochilus xuanenensis
Gastrochilus xuanenensis är en orkidéart som beskrevs av Zhan Huo Tsi. Gastrochilus xuanenensis ingår i släktet Gastrochilus och familjen orkidéer. Inga underarter finns listade i Catalogue of Life.